# 圣玛丽亚-德尔帕拉莫
圣马里亚德尔帕拉莫，是西班牙卡斯蒂利亚-莱昂莱昂省的一个市镇。 总面积20平方公里，总人口3149人（001年），人口密度157人/平方公里。